# Brigide Haraldsdotter de Norvège
Brigide Haraldsdotter (1131-1208) fut reine de Suède, épouse du roi Magnus II de Suède puis de Birger Brosa de la famille des Folkungs.

## Biographie
Brigide ou Brigida est la fille du roi Harald IV de Norvège. Elle est la demi-sœur de  Inge Ier de Norvège le seul fils légitime de ce roi.   
Selon la Heimskringla, Brigide contracte quatre unions, avec :
1. le roi Inge II de Suède
2. le jarl Karl Sunesson de Götaland
3. le roi Magnus II de Suède
4. le jarl Birger Brosa

Les deux premiers de ses mariages ne sont pas historiques dans la mesure où Inge II de Suède est mort vers 1125 et où le jarl Karl n'est plus mentionné dans les sources après 1137, époque à laquelle Brigide était encore une petite enfant d'environ 6 ans.  
Après la mort de Birger Brosa elle se retire au monastère de Riseberga en Närke, où ils furent inhumés.

## Source
- (no) Store norske leksikon article de Knut Helle: Brigida Haraldsdatter